# جان بيكون
جان بيكون (بالإنجليزية: Jean Bacon)‏ من مواليد 1942، هي أستاذة النظم الموزعة في مختبر الحواسيب في جامعة كامبريدج حيث كانت قائدة فريق البحث منذ تأسيسه عام 1990، كما شغلت في وقت سابق منصب أستاذة في كلية هاتفيلد التقنية وذلك حى تى 1970، ثم شاركت في تصميم واحد من أقدم برامج الكمبيوتر التي تم عرضها في المملكة المتحدة. شاركت في القسم بعشرات البحوث والمشاريع منذ عام 1990، كما نشرت العديد من الكتب المدرسية حول المتزامنة والأنظمة الموزعة.
تُعد اليوم بيكون زميلة في معهد مهندسي الكهرباء والإلكترونيات وفي جمعية الحاسبات البريطانية، كما أنها مؤسسة ورئيسة تحرير مجلة الأنظمة الموزعة على الإنترنت في عام 2013 حصلت على دكتوراه فخرية من الجامعة المفتوحة.

## حياتها المبكرة ومسيرتها المهنية
ولدت جان في شيفيلد عام 1942 لعائلة من الطبقة العاملة المتوسطة. ارتادت مدرسة بينيستون الثانوية، وتابعت دراستها حتى نيلها الإجازة في الرياضيات من جامعة لندن. جاء بداية دخولها إلى علم الحوسبة خلال عمل صيفي في أوائل الستينيات، وبعدها عملت في مهن ترتبط بالحواسيب في مختبر الفيزياء الوطني ومركز أبحاث هيرست. وفي عام 1968 انتقلت إلى التدريس كعمل جزئي في برنامجي الشهادة الوطنية العليا والدبلوم الوطني العالي أثناء عملها على الماجستير في العلوم. انتقلت في عام 1973 إلى هاتفيلد (المعروفة حاليا باسم جامعة هيرتفوردشاير) حيث انخرطت فيها بتصميم نموذج مبكر من برنامج دراسي لنيل شهادة في علوم الحاسوب. تابعت جان بعد ولادة ابنها عام 1976 التدريس كعمل جزئي في جامعة هاتفيلد أثناء عملها على شهادة الدكتوراه، التي درست فيها تصميم النوى والأنظمة الموزعة.

## المسيرة البحثية
انتقلت جان عام 1985 إلى وظيفة جامعية في مختبر الحاسوب في جامعة كامبردج، حيث تركز عملها على تصميم الأنظمة الموزعة والبرمجيات الوسيطة وكانت أول امرأة تنضم إلى مختبر الحاسوب. وهناك كانت مشاركة في قيادة مجموعة أوبرا البحثية منذ تأسيسها في التسعينيات. كما نشرت عدة كتب عن الأنظمة الموزعة والمتزامنة.
جان زميلة في معهد مهندسي الكهرباء والإلكترونيات وزميلة في جمعية الحاسبات البريطانية. وكانت رئيسة التحرير المؤسِّسة لدورية يصدرها معهد مهندسي الكهرباء والإلكترونيات عرفت باسم «الأنظمة الموزعة التابعة لمعهد مهندسي الكهرباء والإلكترونيات على الإنترنت». وبقيت لدورتين ضمن مجلس أمناء معهد مهندسي الكهرباء والإلكترونيات منذ العام 2002 إلى 2004 ومن 2005 إلى 2007. [2] ومنحت عام 2013 دكتوراه الجامعة الفخرية من الجامعة المفتوحة.

## حياتها الشخصية
لدى جان ابن وحيد ولد عام 1976. وهي أيضاً فنانة وأقامت معارض لرسوماتها.